# Bujar Bukoshi
Bujar Bukoshi, född 13 maj 1947 i Suva Reka i Kosovo i dåvarande Jugoslavien, död 10 juni 2025 i Tyskland, var en kosovansk politiker. Han var premiärminister i den första deklarerade kosovanska republiken 1991–2000.

## Biografi
Bujar Bukoshi genomgick sin skolgång i Prizren. Han läste vidare i medicin och tog examen i ämnet vid universitet i Belgrad år 1971. Han avlade doktorsexamen i Berlin i Tyskland år 1986. När han återvände till Kosovo fick han arbete som läkare. Som specialist i urologi blev han docent i fakultet i medicin vid universitetet i Pristina. Han avskedades från sin anställning av den serbiska regimen på grund av sina politiska aktiviteter och åsikter. 
Bukoshi var både medgrundare av partiet Kosovos demokratiska förbund och medlem i Kommittén för försvar av mänskliga fri- och rättigheter. Han innehade posten som premiärminister i Kosovos skuggregering. Så småningom kom han i konflikt med Ibrahim Rugova och fick ta emot kritik om ekonomisk vanskötsel. Hans politiska roll och inflytelse minskade. Han återvände dock 1999–2000 i posten som Kosovos premiärminister. Under FN-styret av Kosovo blev han utvald som ordförande av stiftelsen för Kosovos återuppbyggnad. Den 3 april 2002 grundade han det egna partiet, Kosovos nya parti. Partiet vann svagt stöd. Efter Ibrahim Rugovas bortgång i januari 2006 blev Bukoshi åter medlem i Kosovos demokratiska förbund. Han kom tillbaka i den politiska scenen som ledamot i Kosovos parlament och i april 2010 utnämndes han till hälsominister.